# Идеал (алгебра)
Идеал для {\displaystyle R} — подмножество {\displaystyle I\subset R}, являющееся подгруппой аддитивной группы {\displaystyle R} и замкнутое относительно умножения на элементы из {\displaystyle R.}
Наибольшее значение идеалы имеют в теории колец, но также определяются и для полугрупп, алгебр и некоторых других алгебраических структур. Название «идеал» ведёт своё происхождение от «идеальных чисел», которые были введены в 1847 году немецким математиком Э. Э. Куммером. Простейшим примером идеала может служить подкольцо чётных чисел в кольце целых чисел. Идеалы дают удобный язык для обобщения результатов теории чисел на общие кольца.
Например, в кольцах вместо простых чисел изучаются простые идеалы, как обобщение взаимно простых чисел вводятся взаимно простые идеалы, можно доказать аналог китайской теоремы об остатках для идеалов.
В некотором важном классе колец (т. н. дедекиндовых) можно даже получить аналог основной теоремы арифметики: в этих кольцах каждый ненулевой идеал можно единственным образом представить как произведение простых идеалов.
Примером идеала может служить множество целых чисел, которые делятся на 6: {\displaystyle \{\dots ,-12,-6,0,6,12,18,24\dots \}}, если рассматривать их в кольце {\displaystyle \mathbb {Z} }. Это множество является идеалом потому, что и сумма любых двух таких чисел, и произведение любого из них на любое целое число сами входят в это множество. При этом то же самое множество не будет идеалом в кольце {\displaystyle \mathbb {R} } вещественных чисел, так как результат умножения какого-либо из этих чисел на произвольное вещественное число в общем случае не входит в это множество.

## Определение
Для кольца {\displaystyle R} идеалом называется подмножество {\displaystyle I\subset R}, являющееся подгруппой аддитивной группы {\displaystyle R} и замкнутое относительно умножения на элементы из {\displaystyle R}. Единственный идеал, содержащий {\displaystyle 1_{R}} (следовательно являющийся подкольцом), это само кольцо {\displaystyle R.}
Подмножество элементов кольца {\displaystyle R} называется левым идеалом (соответственно правым идеалом), если оно замкнуто относительно умножения слева (соответственно справа) на элементы из {\displaystyle R.} Подмножество, являющееся одновременно левым и правым, является по определению идеалом, иначе говоря, двусторонним идеалом. В коммутативном случае все эти три понятия совпадают и всегда применяется термин идеал.
Более детально можно записать то же самое формулами. Идеалом кольца {\displaystyle R} называется такое подмножество {\displaystyle I} кольца {\displaystyle R}, что
1. {\displaystyle \forall i\in I\;\forall r\in R} произведение {\displaystyle ir\in I} (условие на правые идеалы);
2. {\displaystyle \forall i\in I\;\forall r\in R} произведение {\displaystyle ri\in I} (условие на левые идеалы).

Аналогично для полугруппы её идеалом называется подполугруппа, для которой верно какое-нибудь из этих условий (или оба для двустороннего идеала), то же самое и для алгебры.

### Замечание
Для {\displaystyle R}-алгебры {\displaystyle A} (алгебры над кольцом {\displaystyle R}) идеал кольца {\displaystyle A} может, вообще говоря, не быть идеалом алгебры {\displaystyle A}, так как это подкольцо необязательно будет подалгеброй, то есть ещё и подмодулем над {\displaystyle R}. 
Например, если {\displaystyle A} есть {\displaystyle k}-алгебра с нулевым умножением, то множество всех идеалов кольца {\displaystyle A} совпадает с множеством всех подгрупп аддитивной группы {\displaystyle A}, а множество всех идеалов алгебры {\displaystyle A} совпадает с множеством всех подпространств векторного {\displaystyle k}-пространства {\displaystyle A}. Однако в случае, когда {\displaystyle A} — алгебра с единицей, оба эти понятия совпадают.

## Связанные определения
- Для любого кольца {\displaystyle R} само {\displaystyle R} и нулевой идеал {\displaystyle 0} являются идеалами (двусторонними). Такие идеалы называются тривиальными. Собственные идеалы — это идеалы, образующие собственное подмножество, то есть не совпадающие со всем {\displaystyle R}[2][3].
- Многие классы колец и алгебр определяются условиями на их идеал или решётку идеалов. Например:
  - Кольцо, не имеющее нетривиальных двусторонних идеалов, называется простым.
  - Кольцо, не имеющее нетривиальных идеалов (не обязательно двусторонних), является телом. См. также: кольцо главных идеалов, артиново кольцо, нётерово кольцо.
- С любым коммутативным кольцом с единицей связано топологическое пространство {\displaystyle \operatorname {Spec} A} — спектр кольца, точками которого являются все простые идеалы кольца {\displaystyle A}, отличные от {\displaystyle A}, а замкнутые множества определяются как множества простых идеалов, содержащих какое-то множество {\displaystyle E} элементов кольца {\displaystyle A} (или, что то же, идеал {\displaystyle I}, порождённый этим множеством). Эта топология называется топологией Зарисского.
- Понятие идеала тесно связано с понятием модуля. Идеал (правый или левый) можно определять как подмодуль кольца, рассмотренного как правый или левый модуль над собой.

## Свойства
- Левые идеалы в R являются правыми идеалами в т. н. противоположном кольце {\displaystyle R^{0}} — кольце с теми же элементами и тем же сложением, что и данное, но с умножением определённым {\displaystyle a*b=b*a}, и наоборот.
- Двусторонние идеалы в кольцах и алгебрах играют ту же роль, что и нормальные подгруппы в группах:
  - Для всякого гомоморфизма {\displaystyle f\colon A\to B} ядром {\displaystyle \operatorname {Ker} f} является идеал, и обратно, всякий идеал — ядро некоторого гомоморфизма.
  - Более того, идеал однозначно (с точностью до изоморфизма) определяет образ гомоморфизма, ядром которого он является: {\displaystyle f(A)} изоморфен факторкольцу (факторалгебре) {\displaystyle A/I}.
- В кольце {\displaystyle \mathbb {Z} } целых чисел все идеалы главные и имеют вид {\displaystyle n\mathbb {Z} =\{nz\mid z\in \mathbb {Z} \}}, где {\displaystyle n\in \mathbb {N} _{0}.}
- Пересечение идеалов также является идеалом (часто, особенно в коммутативной алгебре, пересечение называется наименьшим общим кратным).

## Типы идеалов
- Главный идеал — идеал, порожденный одним элементом.
- Конечнопорождённый идеал
- Максимальный идеал: Собственный идеал I называется максимальным, если не существует собственный идеал J такой, что I — собственное подмножество J. Факторкольцо по максимальному идеалу является полем.
- Модулярный идеал
- Нильпотентный идеал
- Примарный идеал
- Простой идеал
- Радикальный идеал — идеал, совпадающий со своим радикалом.

## Основные конструкции
- Главные идеалы. Если p принадлежит R, a k — любое целое число, то {\displaystyle \{pr+kp:\,r\in R\ ,k\in \mathbb {Z} \}} — будет минимальным правым идеалом, содержащим p, а {\displaystyle \{rp+kp:\,r\in R\ ,k\in \mathbb {Z} \}} — минимальным левым идеалом в R. Они называются, соответственно, главными правым и левым идеалом, порожденными p. В коммутативном случае эти идеалы совпадают и обозначаются также (p). Если кольцо R содержит единичный элемент, то так как {\displaystyle kp=(k*1)p=p(k*1)}, главные идеалы, порождённые p, можно записать {\displaystyle pR=\{pr:\,r\in R\}} и {\displaystyle Rp=\{rp:\,r\in R\}} соответственно. Всякий идеал, содержащий элемент p, содержит и главный идеал, им порождённый.

- Идеал, порождённый множеством элементов. Пересечение произвольного семейства левых идеалов кольца R — левый идеал кольца R. Поэтому для всякого подмножества M кольца R существует минимальный левый идеал, его содержащий, а именно — пересечение всех левых идеалов, содержащих множество M. (То же верно для правых и двусторонних идеалов.) Для кольца R с единичным элементом минимальный левый идеал представляет собой множество конечных сумм вида {\displaystyle r_{1}m_{1}+\ldots +r_{n}m_{n}}, минимальный правый идеал — множество конечных сумм вида {\displaystyle m_{1}r_{1}+\ldots +m_{n}r_{n}}, минимальный двусторонний идеал — множество конечных сумм вида {\displaystyle r_{1}m_{1}r'_{1}+\ldots +r_{n}m_{n}r'_{n}}, где mi — произвольные элементы множества M, а ri,r'i — произвольные элементы кольца R. Если кольцо не содержит единицы, то минимальный левый идеал будет иметь вид {\displaystyle r_{1}m_{1}+\ldots +r_{n}m_{n}+k_{1}m'_{1}+\ldots +k_{s}m'_{s}}, минимальный правый {\displaystyle m_{1}r_{1}+\ldots +m_{n}r_{n}+k_{1}m'_{1}+k_{2}m'_{2}+\ldots +k_{s}m'_{s}}, минимальный двусторонний {\displaystyle r_{1}m_{1}r'_{1}+\ldots +r_{n}m_{n}r'_{n}+k_{1}r''_{1}m'_{1}+\ldots +k_{s}r''_{s}m'_{s}+k'_{1}m''_{1}r'''_{1}+\ldots +k'_{t}m''_{t}r'''_{t}+k''_{1}m'''_{1}+\ldots +k''_{w}m''''_{w}}, где все {\displaystyle k_{i}(k'_{i})} — любые целые числа. Эти идеалы называются порождёнными множеством M. В коммутативном случае все они совпадают и обозначаются так: (M). Идеалы, порождённые конечным множеством, называются конечнопорождёнными.
- Сумма идеалов. Если в кольце R задано произвольное семейство идеалов {\displaystyle I_{\alpha }}, их суммой {\displaystyle \sum I_{\alpha }} называется минимальный идеал, который их всех содержит. Он порождён объединением этих идеалов, и его элементами являются любые конечные суммы элементов из их объединения (само объединение идеалов обычно идеалом не является). Относительно суммы все (левые, правые или двусторонние) идеалы кольца (или алгебры) образуют решётку. Каждый идеал является суммой главных идеалов. Часто, особенно в коммутативной алгебре, сумма называется наибольшим общим делителем).
- Пересечение идеалов (как пересечение множеств) всегда является идеалом. С другой стороны, объединение двух идеалов является идеалом только тогда, когда один из них — подмножество другого. Действительно, пусть {\displaystyle {\mathfrak {a}}} и {\displaystyle {\mathfrak {b}}} — два (левых) идеала, ни один из которых не является подмножеством другого, и {\displaystyle {\mathfrak {a}}\cup {\mathfrak {b}}} является левым идеалом. В этом случае, очевидно, {\displaystyle {\mathfrak {a}}\cup {\mathfrak {b}}} — наименьший идеал, содержащий {\displaystyle {\mathfrak {a}}} и {\displaystyle {\mathfrak {b}}}, то есть {\displaystyle {\mathfrak {a}}\cup {\mathfrak {b}}={\mathfrak {a}}+{\mathfrak {b}}}. Существует элемент {\displaystyle a\in {\mathfrak {a}},a\notin {\mathfrak {b}}}. Тогда для любого {\displaystyle b\in {\mathfrak {b}}\;a+b\notin {\mathfrak {b}}}, так как в этом случае {\displaystyle a\in {\mathfrak {b}}}, следовательно, {\displaystyle a+b\in {\mathfrak {a}}} и {\displaystyle b\in {\mathfrak {a}}}, поэтому {\displaystyle {\mathfrak {b}}\subset {\mathfrak {a}}} — противоречие.
- Произведение идеалов. Произведением идеалов I и J называется идеал IJ, порождённый всеми произведениями ab, где a — элемент идеала I, b — элемент идеала J. Бесконечное произведение идеалов не определено.
- Частное идеалов. В коммутативном кольце для идеала I, отличного от нуля, и идеала J определено их частное — идеал {\displaystyle I^{-1}J=\{x\in R\colon \,\forall i\in I\,ix\in J\}}. Этот идеал называется аннулятором идеала I в случае, когда J=(0), .
- Радикал идеала I — это множество {\displaystyle {\sqrt {I}}=\{f\in A:\,\exists n\in \mathbb {N} \,\,f^{n}\in {I}\}}. Оно тоже является идеалом кольца A, если только кольцо A коммутативно. В случае, когда I=(0), этот идеал называется нильрадикалом кольца A. Его элементами являются все нильпотентные элементы кольца. Если коммутативное кольцо не имеет нильпотентных элементов, кроме нуля (имеет нулевой нильрадикал), — оно называется радикальным. Идеал I называется радикальным, если он совпадает со своим радикалом. В этом случае факторкольцо R/I не имеет нильпотентных элементов, кроме нуля.
- Индуктивный предел. Если задано семейство (цепочка) идеалов {\displaystyle \{I_{\alpha }\}_{\alpha \in A}}, занумерованное линейно упорядоченным множеством A, так, что для любых индексов {\displaystyle \alpha <\beta } из A идеал {\displaystyle I_{\alpha }} содержится в идеале {\displaystyle I_{\beta }}, тогда их объединение является идеалом — индуктивным пределом данной цепочки идеалов. Этот идеал также совпадает с суммой всех идеалов из цепочки. Тот факт, что индуктивный предел всегда существует, означает, что множество всех идеалов кольца R индуктивно упорядочено, и к нему применима лемма Цорна. Она часто используется для построения максимальных идеалов с какими-то дополнительными свойствами (см. максимальный идеал, простой идеал, кольцо главных идеалов).
- Образ идеала при гомоморфизме. Обычно образ идеала при гомоморфизме НЕ является идеалом, однако если гомоморфизм сюръективен, то тогда является. В частности, так как гомоморфизм факторизации всегда сюръективен, при факторизации каждый идеал переходит в идеал.
- Прообраз идеала при гомоморфизме. Если {\displaystyle f:\,A\to B} — гомоморфизм колец, его ядро {\displaystyle \operatorname {Ker} f=\{a\in A:\,f(a)=0\}} является двусторонним идеалом. Более общо, если I — произвольный идеал в кольце B, его полный прообраз {\displaystyle f^{-1}I=\{a\in A:\,f(a)\in I\}} является идеалом (левым, правым или двусторонним, в зависимости от того, каков идеал I).
- Гомоморфизм факторизации по идеалу. Если I — двусторонний идеал в кольце R, по нему можно определить отношение эквивалентности на R по правилу: x ~ y тогда и только тогда, когда разность x-y принадлежит I. Проверяется, что если в сумме или произведении один из операндов заменить на эквивалентный, новый результат будет эквивалентен исходному. Таким образом операции сложения и умножения становятся определёнными на множестве R/I классов эквивалентности, превращая его в кольцо (коммутативность и наличие единицы переносятся с кольца R, если они есть). Одновременно с этим кольцом определён гомоморфизм факторизации (канонический гомоморфизм) {\displaystyle \pi :\,R\to R/I}, который каждому элементу a из R ставит в соответствие класс эквивалентности, в котором он содержится. Класс эквивалентности элемента a есть множество элементов вида a+i по всем i из идеала I, поэтому он обозначается a + I, но иногда используется и общее обозначение для класса эквивалентности [a]. Поэтому {\displaystyle \pi (a)=[a]=a+I}. Кольцо R/I при этом называется факторкольцом кольца R по идеалу I.

## История
Идеалы были впервые введены Дедекиндом в 1876 году в третьем издании его книги «Лекции по теории чисел». Это было обобщением концепции идеальных чисел, введённых Куммером.
В дальнейшем эти идеи разрабатывались Гильбертом и особенно Нётер.